# Mike Smith (cestista 1997)
Michael Soloman Smith, detto Mike (Burr Ridge, 13 ottobre 1997), è un cestista statunitense.

## Carriera
Dopo aver trascorso la carriera universitaria tra i Columbia Lions e i Michigan Wolverines, nel 2021 viene scelto al Draft della NBA G League dai Sioux Falls Skyforce. Il 6 maggio 2022 firma con i Wellington Saints, squadra militante nel campionato neozelandese; il 3 agosto seguente passa all'Astoria Bydgoszcz. L'11 luglio 2023 si trasferisce ai Rostock Seawolves.